# Panton River
Panton River är ett vattendrag i Australien. Det ligger i delstaten Western Australia, omkring 2 000 kilometer nordost om delstatshuvudstaden Perth.
Omgivningarna runt Panton River är i huvudsak ett öppet busklandskap. Trakten runt Panton River är nära nog obefolkad, med mindre än två invånare per kvadratkilometer. Genomsnittlig årsnederbörd är 769 millimeter. Den regnigaste månaden är februari, med i genomsnitt 171 mm nederbörd, och den torraste är augusti, med 1 mm nederbörd.